# Unearth (film)
Pour plus de détails, voir Fiche technique et Distribution.
Unearth est un film américain réalisé par John C. Lyons et Dorota Swies, sorti en 2020.

## Fiche technique
- Titre français : Unearth
- Réalisation et montage : John C. Lyons et Dorota Swies
- Scénario : Kelsey Goldberg et John C. Lyons
- Décors : Christopher William Riley
- Costumes : Geri Olszewski
- Photographie : Lee Eun-ah
- Musique : Jane Saunders
- Pays d'origine : États-Unis
- Format : Couleurs - 35 mm
- Genre : drame, horreur
- Durée : 94 minutes
- Date de sortie :
  - Canada : 25 août 2020 (FanTasia 2020)

## Distribution
- Allison McAtee : Christina Dolan
- Adrienne Barbeau : Kathryn Dolan
- Marc Blucas : George Lomack
- Brooke Sorenson : Kim Lomack
- Rachel McKeon : Heather Lomack
- P.J. Marshall : Tom Dolan
- Monica Wyche : Aubrey Dolan
- Chad Conley : Eddie Drake
- Lauren Valentine : Tammy
- Benjamin Sheeler : Earl Yates

## Sélections
- FanTasia 2020
- Utopiales 2020 : sélection en compétition